# Crella tubifex
Crella tubifex är en svampdjursart som först beskrevs av Jörn Hentschel 1914.  Crella tubifex ingår i släktet Crella och familjen Crellidae. Inga underarter finns listade i Catalogue of Life.